# Векк'яно
Векк'яно (італ. Vecchiano) — муніципалітет в Італії, у регіоні Тоскана, провінція Піза.
Векк'яно розташований на відстані близько 280 км на північний захід від Рима, 70 км на захід від Флоренції, 8 км на північ від Пізи.
Населення — 12 260 осіб (2014).
Покровитель — святий Алессандро.

## Демографія
Населення за роками:

Станом на 1 січня 2023 року в муніципалітеті офіційно проживало 727 іноземців з 56 країн, серед них 266 громадян країн Євросоюзу та 10 громадян України.

## Сусідні муніципалітети
- Лукка
- Массароза
- Сан-Джуліано-Терме
- В'яреджо